# Шануэн, Жюльен
Жюльен Шануэн (фр. Julien Chanoine, 1870—1899) — французский военный.

## Биография
Жюльен Шануэн родился в 1870 году в Париже в семье генерала Шарля Шануэна. В 1888—1890 годах учился в военной академии Сен-Сир.
В 1895 году Жюльен Шануэн отправился добровольцем в Западную Африку, и уже в 1896 году был произведён в капитаны. Вместе с лейтенантом
Полем Вуле участвовал в установлении французского протектората над королевствами Моси. В это время Шануэн производил топографическую съёмку практически неисследованных территорий, и получил ряд призов от географических обществ.
В 1898 году по поручению министра колоний Андре Лебона была организована крупная экспедиция для исследования района между рекой Нигер и озером Чад. Во время этой экспедиции Вуле и его заместитель Шануэн совершали массовые убийства мирного населения, а когда из Парижа пришёл приказ об отстранении Вуле, то Вуле застрелил доставившего приказ офицера, после чего объявил своим войскам о решении основать собственную империю внутри африканского континента. Однако войска не поддержали его наполеоновских планов, и в завязавшейся перестрелке Шануэн был убит.

## Отражение в культуре
После многих лет умалчивания об экспедиции вспомнили в 1976 году, когда Жак-Франсис Роллан получил «Prix des Maisons de la Presse» за свой роман «Le Grand Captaine», в котором центральной фигурой является Вуле. Другую перспективу продемонстрировал в 1980 году нигерский писатель Абдулае Мамани в своём романе «Sarraounia», в котором он описал ситуацию с африканской точки зрения. В 1986 году по роману был снят одноимённый фильм, завоевавший первый приз на Фестивале кино и телевидения стран Африки в Уагадугу. В 2004 году Серж Моати снял телефильм «Capitaines des ténèbres», чей сюжет сосредоточен на движении колонны и судьбе двух её капитанов. Собранный Моати материал послужил основной для документального фильма Мануэля Гаска «Blancs de mémoire», который следует пути экспедиции и изучает её влияние на судьбу обитателей тех мест, через которые она проходила.